# Меднис, Харалдс
Ха́ралдс Зи́гфридс Ме́днис (латыш. Haralds Zigfrīds Mednis; 16 августа 1906, Лифляндская губерния, Российская империя — 4 июля 2000, Рига, Латвия) — советский и латвийский хоровой дирижёр. Народный артист Латвийской ССР (1977).

## Биография
Родился 16 августа 1906 года[по какому календарю?] в Опекалнсе, Яунлайценская волость, Валкского уезда, Лифляндской губернии в семье заведующего учебной частью приходской школы. Раннее детство провёл в Лаздоне, где его отец не только работал в школе, но и руководил хором. Начал учиться музыке в небольшой музыкальной школе в усадьбе Биржи под Мадоной, которой руководил Арвидс Даугулис. Окончил Первую государственную гимназию, недолгое время занимался в Оперной студии у Теодора Рейтера, брал частные уроки у Алфреда Калныня.
Поступил в 1924 году на математический факультет Латвийского университета, однако из-за смерти отца не окончил учёбу и был вынужден вернуться в Лаздону, чтобы занять место отца и поддержать семью. Работал в школе и в хоре, в 1938 году на IX Вселатвийском празднике песни Лаздонский хор под руководством Медниса занял первое место в конкурсе сельских коллективов. После этого по приглашению Язепа Витола Меднис поступил в Латвийскую консерваторию, где учился у Адольфа Скулте (композиция) и Леонида Вигнерса (дирижирование).
В 1940—1970 годах был хормейстером Латвийского театра оперы и балета. С 1940 года также руководил многими рижскими хоровыми коллективами, в частности, с 1947 года — Народным хором учителей «Сканьупе», с 1957 года — Народным мужским хором «Тевземе». С 1949 года — один из дирижёров латышских Праздников песни.
Умер 4 июля 2000 года в Риге. Похоронен на Лесном кладбище.

## Награды
- 1938 — Крест Признания V степени[1]
- 1977 — Народный артист Латвийской ССР
- 1994 — орден Трёх звёзд IV степени